# لامار غرين
لامار غرين (بالإنجليزية: Lamar Green)‏ مواليد 22 مارس 1947 في برمنغهام، هو لاعب كرة سلة أمريكي سابق. بدأ مسيرته الاحترافية في سنة 1969. تم اختياره من قبل فريق فينيكس صنز خلال الدرافت. يبلغ طوله 6 قدم 7 بوصة (2.0 م). اعتزل اللعب في 1975. لعب مع فينيكس صنز ويوتا جاز.

## روابط خارجية
- لامار غرين على موقع إن بي أي (الإنجليزية)
- لامار غرين على موقع سبورتس رفرنس (الإنجليزية)
- لامار غرين على موقع كلية كرة السلة في سبورتس رفرنس.كوم (الإنجليزية)
- لامار غرين على موقع ريلجم (الإنجليزية)
- لامار غرين على موقع بروبوليرز (الإنجليزية)